# Diogo Guerreiro
Diogo Guerreiro Vieira da Silva (Florianópolis, 5 de maio de 1981) é um atleta brasileiro que possui dois recordes mundiais como expedicionário de windsurf. A sua travessia do Chuí ao Oiapoque, prescindindo do acompanhamento de carros ou barcos, foi homologada pelo Guinness World Records, em 18 de julho de 2005, como a mais longa jornada de windsurf da história, recorde que persiste até hoje (julho de 2017). Diogo Guerreiro obteve o primeiro dos seus recordes aos 20 anos de idade, quando se tornou o Capitão Amador mais jovem do Brasil. É também diretor, produtor e apresentador de TV em programas esportivos.
Além disso, Diogo foi palestrante convidado do evento internacional CreativeMornings, que ocorreu em Florianópolis em junho de 2017, mostrando que continua com grandes feitos a fim de contribuir para humanidade.

## Carreira
Em 2004, com 23 anos de idade, Diogo Guerreiro embarcou em sua primeira grande expedição de windsurf com o seu amigo Flavio Jardim. Juntos atravessaram o Brasil de extremo a extremo, percorrendo os 8.120 km de travessia do Chuí ao Oiapoque, prescindindo do acompanhamento de carros ou barcos.
Esta Expedição foi homologada pelo Guinness World Records como a mais longa jornada de windsurf da história, recorde que persiste até hoje (julho de 2017). A viagem foi destaque internacional, divulgada pela BBC e o Greenpeace, entre outros. Dentro do Brasil teve diversas vezes a cobertura da Rede Globo de Televisão e de diversos meios nacionais e regionais.
Após a Expedição, Diogo escreveu o livro Tempestades e Calmarias, editado e publicado pela editora Marco Zero em 2008.
Em 2006 Diogo Guerreiro conquistou mais um recorde mundial. Ele percorreu de windsurf, mais uma vez sem barcos de apoio, 400 km de mar aberto entre Fernando de Noronha e Natal, pernoitando uma noite sobre a prancha. A expedição novamente ganhou destaque nacional e mundial. Diogo escreveu então o seu segundo livro: Depois que o Sol me Deixou, ainda não publicado. 
Ainda em 2006 foi eleito como o atleta do ano, na modalidade windsurf, pela renomada revista Go Outside.
Em 2008 Diogo partiu para uma volta ao mundo de veleiro, novamente ao lado do seu parceiro Flavio Jardim. Assim se tornou o capitão amador brasileiro mais jovem a dar a volta ao mundo. A expedição foi filmada e gerou o primeiro programa do Diogo Guerreiro para o Canal Off da Globosat, chamado Cinco Mares. Este programa consistiu em 13 episódios de 26 min, e foi ao ar em 2012.
Em 2013 Diogo abriu a sua própria produtora de vídeos, a Deep Blue Films, e dirigiu o seu primeiro documentário, Orang Orang, gravado na Indonésia para a Globosat.
No mesmo ano, participou, dirigiu e editou uma nova série para o Canal Off chamada Waterman, protagonizada por Kauli e Maria Fernanda Seadi. A série também teve 13 episódios de 26min cada um.
Em 2014 Diogo iniciou a gravação de outra série chamada Crowd Zero, também com 13 episódios de 26 min e estreia em 2015. Nesta série Diogo foi o Diretor e protagonista, juntamente com Daniel de Farias e Gustavo Bauer. Diogo dirigiu também a segunda temporada de Waterman.
Em 2015 dirigiu e editou o documentário de 30 min Orang Orang II, também para o Canal Off, gravado no Havaí. 
Neste mesmo ano Diogo foi o produtor e participou como personagem na série Psicopato, gravada com Everaldo Pato no norte chileno, para o Canal Off.
Em 2016 produziu, dirigiu e protagonizou a série Ceará Terra do Vento para o Canal Off, com 6 episódios de 26 min. A série retrata em 6 episódios as praias do Ceará e todo seu potencial para a prática de esportes com vento, como Kitesurf e Windsurfe. Nesta produção, Diogo Guerreiro viaja com Carla Lima e Levi Lenz para conhecer diferentes praias e vilarejos, em busca de histórias e personagens interessantes.
Em 2017 iniciou a produção, em que é o protagonista e também diretor da Série de 12 episódios para o Canal Off chamada Desafio Extremo. 